# 人间正道是沧桑
《人間正道是滄桑》，原名《铁血恩仇》，是2009年中国大陆播出的50集电视连续剧，导演为張黎。拍摄备案时间为2008年3月，联合摄制单位为江苏省委宣传部和江苏广播电视总台。剧本写作时间超过两年。
剧情讲述自國民政府在廣州建立黃埔軍校始，至敗退台灣終。跨越了東征、北伐、抗日戰爭、國共內戰等歷史階段，对中国1925年到1949年的历史重大事件作了形象的概括。是一部從家庭和國家的角度來審視國共關係發展的歷史劇。該劇在大陸上映后产生了很大的反响，讓更多人重新去審視中国1925年到1949年的历史。
該劇涉及的原型包括了葛健豪、蔡和森、向警予、蔡畅、瞿秋白、陳賡、杨至成、帅孟奇、萧劲光、程潛、李濟深、宋希濂、邓文仪、陳立夫等中國近現代史上的風雲人物。

## 片名
《人间正道是沧桑》片名来自渡江战役后毛泽东所写的一首《七律·人民解放军占领南京》，片头题名取自毛泽东书法。
|                                     | 钟山风雨起苍黄，百万雄师过大江。 虎踞龙盘今胜昔，天翻地覆慨而慷。 宜将剩勇追穷寇，不可沽名学霸王。 天若有情天亦老，人间正道是沧桑。 |
| ——毛泽东《七律·人民解放军占领南京》 | |

## 主要演员
- 黄志忠　饰　杨立仁
- 孙红雷　饰　杨立青
- 张　恒　饰　杨立华
- 孙　淳　饰　瞿恩
- 张志坚　饰　董建昌
- 郑　玉　饰　杨廷鹤
- 石文忠　饰　楚　材
- 郭广平　饰　穆震方
- 黄若萌　饰　范希亮
- 柯　蓝　饰　瞿霞
- 吕　中　饰　瞿母
- 杨　雪　饰　林娥
- 马　岩　饰　汤慕禹/汤沐雨
- 彭　波　饰　魏大保

## 争议

### 開年大戲爭議
《人間正道是滄桑》原本是中国中央电视台2009年的開年大戲，央视2009年年前已为开年大戏《人间正道是沧桑》召开新闻发布会，宣布播出日期，但电视剧《走西口》突然在2009年1月2日替下《人间正道是沧桑》。央视方面曾解释，替换是“正常的节目调整”。普遍傳聞是主演孫紅雷之前對“潛規則”口無遮攔的批評，或者是因為導演張黎私生活有緋聞，也有人認為是因為這部戲所描寫的國共恩怨不合當下國共親善的時宜。

### 涉嫌侵权
本剧中“汤慕禹”一角为国军将领，而汤慕禹确有其人，为一红军师长、烈士。汤慕禹的后人于2009年9月将制作、播放该剧的江苏省广播电视总台、中央电视台以及出版同名图书的江苏文艺出版社等4家单位告上法庭，索赔百万元。后原被告双方达成庭外和解，被告方补偿3万元后，原告方在法院撤诉。而“汤慕禹”也在字幕中被更换为“汤沐雨”。

## 荣誉
《人間正道是滄桑》在中国大陆电视剧最高荣誉2010年上海电视节白玉兰奖大获全胜，夺得最佳电视剧奖，张黎获最佳导演奖，黄志忠凭借杨立仁一角获颁最佳男主角奖。2010年东方影视盛典品质主旋律剧。第十五届亚洲电视大奖。第28届中国电视剧飞天奖一等奖。